# GSC1867-2081
GSC1867-2081 — хімічно пекулярна зоря спектрального класу B9, що має видиму зоряну величину в смузі V приблизно 11,5.

## Пекулярний хімічний вміст
Зоряна атмосфера GSC1867-2081 має підвищений вміст 
Si
.